# Alexander Jurjewitsch Seliwanow
Alexander Jurjewitsch Seliwanow (russisch Александр Юрьевич Селиванов; * 23. März 1971 in Moskau, Russische SFSR) ist ein ehemaliger russischer Eishockeyspieler und heutiger -trainer, der zuletzt von 2013 bis 2015 Assistenztrainer bei Admiral Wladiwostok war.

## Karriere
Seliwanow begann mit dem professionellen Eishockey im Team des russischen Traditionsvereins HK Spartak Moskau. In der Saison 1988/89 debütierte der Linksschütze als 17-Jähriger in der höchsten Spielklasse der damaligen UdSSR, wobei es bei einem Spiel blieb. Der Flügelstürmer kam in der Folgesaison wiederum nur auf drei Spiele, in denen er weiterhin ohne Punkt blieb, ehe er in der Saison 1990/91 mit 21 Spielen, in denen er auf 3 Tore und eine Vorlage kam, einen großen Schritt Richtung Stammspieler machen konnte.
In der Saison 1991/92 gelang dem Russen mit sechs Toren und sieben Vorlagen in 31 Partien der Durchbruch in der russischen Liga. In der Folgesaison erreichte Seliwanow in 42 Spielen ganze 31 Punkte und stieg damit endgültig in die Riege der Topspieler der Liga auf. Aufgrund weiterhin steigender Leistungen wurde die National Hockey League auf den Angreifer aufmerksam, sodass sich die Philadelphia Flyers in der sechsten Runde an Position 140 beim NHL Entry Draft 1994 die Rechte an dem damals 23-Jährigen sicherten. Allerdings tauschten die Flyers die Rechte an dem Nachwuchsspieler noch vor der Saison für ein viertrunden-Draftrecht zum Ligakonkurrenten Tampa Bay Lightning. Die Saison 1994/95 war vom damaligen Lockout geprägt. Erst im Januar begann der Spielbetrieb der Liga und so musste Seliwanow zunächst in den Minor Leagues spielen. In insgesamt 18 Einsätzen für die Atlanta Knights und die Chicago Wolves erreichte der Stürmer 4 Tore und 8 Punkte. Im Januar 1995 debütierte er die Lightning gegen die Pittsburgh Penguins.
In der auf 48 Spiele verkürzten Saison 1994/95 kam Seliwanow schließlich auf 43 NHL-Einsätze, in denen er zehn Tore schoss und 16 Punkte erreichte. Nur Roman Hamrlík, John Tucker, Petr Klíma und Brian Bradley erzielten mehr Saisontore für die Tampa Bay Lightning, wobei 13 Einschüsse den Spitzenwert bildeten. In der folgenden Saison stieg der Russe in den Club der 30-Tore Torschützen auf, als er mit 31 Treffern und 52 Punkten der drittbeste Scorer und beste Torjäger eines stark verbesserten Teams wurde, das sogar den Play-off-Einzug schaffte. In den folgenden beiden Jahren erreichte der Linksschütze diese Quote jedoch nicht und kam in 69 bzw. 70 Partien lediglich auf 33 bzw. 35 Scorerpunkte. So kam es, dass die Saison 1998/99 seine letzte in Florida wurde.
Nach nur 19 Punkten aus 48 Spielen wurde er für zwei Spiele nach Cleveland in die IHL geschickt, ehe man ihn für Alexandre Daigle, den ehemaligen Top-Draftpick des Jahres 1993, nach Edmonton tauschte. Seliwanow beendete die Saison bei seinem neuen Arbeitgeber mit 14 Punkten und 8 Toren aus 29 Spielen. Er brachte es am Ende auf insgesamt 27 Treffer und 47 Punkte aus 67 Partien. Da sein Vertrag in Kanada jedoch auslief, wechselte der Angreifer schließlich als Unrestricted free agent zu den neugegründeten Columbus Blue Jackets.
Nach einem erfolglosen Jahr in Columbus entschied sich Alexander Seliwanow nach Europa zurückzukehren. Der Angreifer wechselte zur Saison 2001/02 in die DEL zu den Frankfurt Lions.  Doch die hohen Erwartungen an ihn konnte er trotz starker 61 Punkte und 26 Toren aus 56 Spielen letztlich nicht erfüllen und verfehlte mit den Lions die Play-offs.
Seliwanow ging zurück in seine Heimat und stand für den HC Metallurg Magnitogorsk auf dem Eis, wo er letztlich mit 12 Punkten aus 30 Spielen jedoch ebenfalls nicht restlos zu überzeugen vermochte. Im Sommer 2003 verhandelte er dann mit Butch Goring, dem damaligen Meistertrainer der Krefeld Pinguine, zog aber letztlich ein deutlich besser dotiertes Angebot aus St. Petersburg vor. Hier verzeichnete der Russe in 21 Einsätzen ein Tor und sieben Punkte, ehe er – frustriert von der defensiven Spielweise der russischen Liga – sich dazu entschied, doch nach Krefeld zu wechseln.
Zur Saison 2003/04 schloss sich Alexander Seliwanow den Pinguinen an, wo er von Beginn an überzeugen konnte und in einer für das Team erfolglosen Spielzeit durch seine Soli, seinen starken Abschluss und seine Übersicht zum Farbtupfer und Hoffnungsträger avancierte. 14 Tore und 25 Punkte aus 30 Spielen, sowie starke Leistungen beim Spengler Cup brachten ihm eine Vertragsverlängerung um zwei Jahre bis 2006 ein. In der Saison 2005/06 überschritt der Angreifer in der Vorrunde die Marke von 55 Punkten, woraufhin sein Vertrag erneut um drei Jahre verlängert wurde. Seliwanow wurde in der Saison 2005/2006 mit 30 Toren Top-Torschütze der DEL. Am 29. Januar 2008 wurde sein Vertrag bei den Krefeld Pinguinen jedoch mit sofortiger Wirkung aufgelöst und er wechselte zum Schweizer Erstligisten Fribourg-Gottéron. Zwei Tage später wurde bekannt, dass der Linksschütze zur Saison 2008/09 in die DEL zurückkehren würde, um für den EV Duisburg zu stürmen. Nach der Insolvenz der Füchse wechselte er zu HYS The Hague. Zu Beginn der Saison 2010/11 lief er in drei Spielen für den SC Bietigheim-Bissingen in der 2. Eishockey-Bundesliga auf, ehe er sich nach seiner Vertragsauflösung im Oktober 2010 dem mittlerweile drittklassigen EV Duisburg anschloss. Zur Saison 2011/12 kehrte er zu HYS The Hague in die Niederlande zurück und wurde bei seinem Ex-Klub Spielertrainer.
2012 beendete er seine Karriere und war in der Saison 2012/13 Cheftrainer von HYS The Hague. Zwischen 2013 und 2015 war er Assistenztrainer bei Admiral Wladiwostok.
Alexander Seliwanow war, bis zu ihrem Tod 2012, mit der Tochter der Eishockeylegende Phil Esposito verheiratet und hat mit ihr drei Kinder.

## Erfolge und Auszeichnungen
- 2002 Teilnahme am DEL All-Star Game
- 2004 Teilnahme am DEL All-Star Game
- 2005 Teilnahme am DEL All-Star Game
- 2006 Teilnahme am DEL All-Star Game

## Karrierestatistik

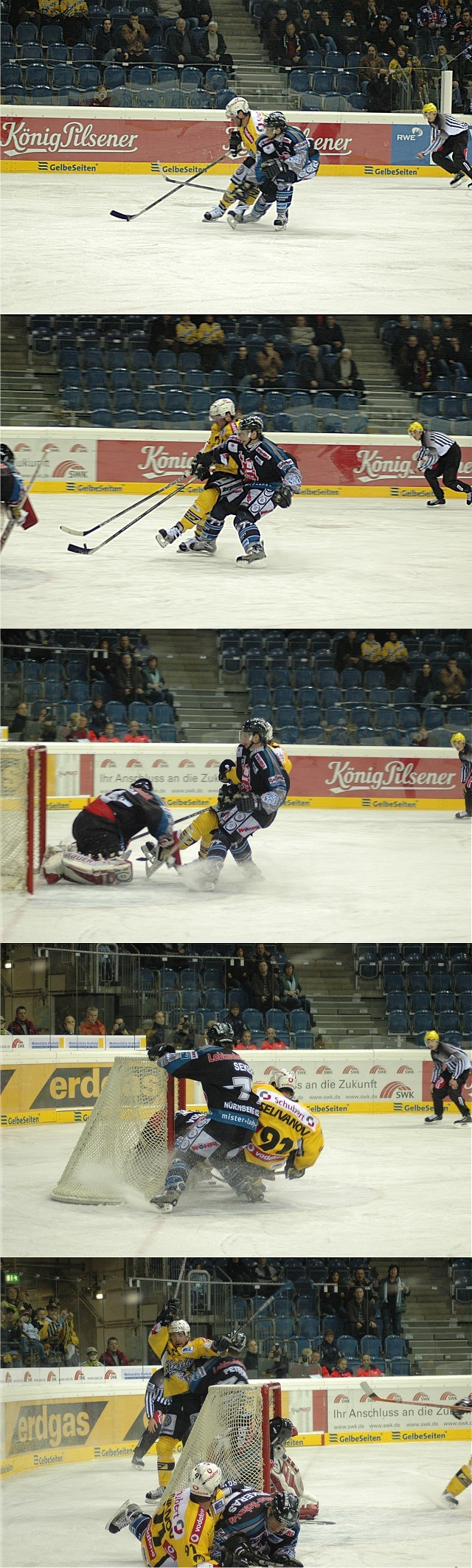
Alexander Seliwanow in Aktion, 2004

(Legende zur Spielerstatistik: Sp oder GP = absolvierte Spiele; T oder G = erzielte Tore; V oder A = erzielte Assists; Pkt oder Pts = erzielte Scorerpunkte; SM oder PIM = erhaltene Strafminuten; +/− = Plus/Minus-Bilanz; PP = erzielte Überzahltore; SH = erzielte Unterzahltore; GW = erzielte Siegtore; 1 Play-downs/Relegation; Kursiv: Statistik nicht vollständig)